# Art Hillhouse
Arthur Sherwood « Art » Hillhouse, né le 12 juin 1916, décédé le 27 octobre 1980, est un ancien joueur américain de basket-ball. Il évolue durant sa carrière au poste de pivot.

## Palmarès
- Champion ABL 1946, 1948
- Champion BAA 1947